# جون إم. فيسون
جون إم. فيسون هو سياسي أمريكي، ولد في 17 أبريل 1862 في مقاطعة دوبلين في الولايات المتحدة، وتوفي في 21 أبريل 1915. نشط حزبياً في الحزب الديمقراطي. وقد انتخب عضو مجلس النواب الأمريكي ‏.